# Női 4 × 100 méteres váltófutás a 2005. évi nyári európai ifjúsági olimpiai fesztiválon
A 2005. évi nyári európai ifjúsági olimpiai fesztiválon az atlétikai versenyszámokat Lignano Sabbiadoróban rendezték. A női 4 x 100 méteres váltófutás előfutamait július 7-én, a döntőt pedig július 8-án rendezték.

## Előfutamok
Mindhárom előfutam első helyezettje (Q) illetve a további legjobb 3 időeredménnyel (q) rendelkező csapat jutott tovább a döntőbe. Minden nemzet egyetlen négyfős csapattal képviselhette magát.
| H  | Futam | Nemzet             | Versenyzők                                                               | E     | Mj  |
| -- | ----- | ------------------ | ------------------------------------------------------------------------ | ----- | --- |
| 1  | 1     | Németország        | Isabelle Galander Lena Schmidt Julia Forster Fabienne Kohlmann           | 46.87 | Q   |
| 2  | 1     | Fehéroroszország   | Katsiaryna Shumak Volha Lozhechnik Maryna Boika Volha Khilko             | 47.13 | q   |
| 3  | 2     | Magyarország       | Vágó Mónika Mészáros Kitty Zircher Kitti Nyusa Viktória                  | 47.19 | Q   |
| 4  | 2     | Franciaország      | Solene Hamelin Emilie Gaydu Karel Jean Baptiste Floriane Bernard         | 47.28 | q   |
| 5  | 1     | Finnország         | Emma Linton Noora Hamalainen Riikka Perasto Pauliina Rumbin              | 47.33 | q   |
| 6  | 3     | Szlovénia          | Anja Puc Tina Sutej Nina Kokot Maja Mihalinec                            | 47.50 | Q   |
| 7  | 1     | Oroszország        | Irina Gumenyuk Daria Kuzmenko Yulia Falkina Alexandra Uvarova            | 47.55 |     |
| 8  | 3     | Hollandia          | Jill Renée Prins Anna Mulder Machteld Josien Susanne Dekkers Kaira Boddy | 48.03 |     |
| 9  | 1     | Horvátország       | Arna Erega Lucija Fain Ina Ostojic Nikolina Ratkovic                     | 48.12 |     |
| 10 | 2     | Portugália         | Juliana Campos Joana Frias Patricia Mamona Anna Olsson                   | 48.23 |     |
| 11 | 3     | Spanyolország      | Esther Arregui Ana Mar Oncala Estela Garcia Cristina Perez               | 48.30 |     |
| 12 | 2     | Görögország        | Ilektra Tsiora Niki Liva Sofia Charitaki Andrianna Ferra                 | 49.12 |     |
| 13 | 3     | Azerbajdzsán       | Aida Rahimova Leyla Pashayeva Sevda Hasanova Nina Sungayeva              | 51.51 |     |
| -  | 2     | Olaszország        | Desiree Barbini Lia Iuvara Elena Bonfanti Jessica Paoletta               |       | DNF |
| -  | 3     | Ukrajna            | Natalya Gapchuk Anna Yaroshchuk Anastasiya Stoyanova Yelizaveta Bryzgina |       | DNF |
| -  | 3     | Írország           | Mairead Murphy Gemma Hynes Kalyn Sheehan Amy Foster                      |       | DNF |
| -  | 2     | Egyesült Királyság | Rebecca Williams Monye Chinedu Hannah Frankson Victoria Shier            |       | DQ  |

## Döntő
| H     | Nemzet           | Versenyzők                                                       | E     | Mj |
| ----- | ---------------- | ---------------------------------------------------------------- | ----- | -- |
| Arany | Németország      | Isabelle Galander Lena Schmidt Julia Forster Fabienne Kohlmann   | 47.08 |    |
| Ezüst | Magyarország     | Vágó Mónika Mészáros Kitty Zircher Kitti Nyusa Viktória          | 47.10 |    |
| Bronz | Franciaország    | Solene Hamelin Emilie Gaydu Karel Jean Baptiste Floriane Bernard | 47.22 |    |
| 4     | Finnország       | Emma Linton Noora Hamalainen Riikka Perasto Pauliina Rumbin      | 47.45 |    |
| 5     | Szlovénia        | Anja Puc Tina Sutej Nina Kokot Maja Mihalinec                    | 47.59 |    |
| 6     | Fehéroroszország | Katsiaryna Shumak Volha Lozhechnik Maryna Boika Volha Khilko     | 47.66 |    |